# Aéroport d'Al-Jawf
L'aéroport d'Al Jawf (code IATA : AJF • code OACI : OESK) est l'aéroport de la région d'Al Jawf, au nord-ouest de l'Arabie saoudite, près de Sakaka.
L'aéroport le plus proche est à Qurayyat.

## Situation
| Neom Dammam Djeddah Riyadh Médine Al-Hofuf Yanbu Buraidah Abha Al Bahah Haïl Tabuk Ta'if Al-Jawf Al Wajh Arar Bisha Dawadmi Gurayat Najran Qaisumah Rafha Sharurah Al-`Ula Turaif Wadi al-Dawasir |

## Compagnies et destinations
| Compagnies     | Destinations                                                              |
| -------------- | ------------------------------------------------------------------------- |
| Air Arabia     | Charjah                                                                   |
| flydubai       | Dubaï                                                                     |
| Flynas         | Riyad-roi Khaled                                                          |
| Nesma Airlines | Le Caire, Haïl                                                            |
| Nile Air       | Le Caire                                                                  |
| Saudia         | Djeddah - Roi-Abdelaziz, Médine-Prince M. Bin Abdulaziz, Riyad-roi Khaled |

Édité le 19/06/2020

## Statistiques
Pour des raisons techniques, il est temporairement impossible d'afficher le graphique qui aurait dû être présenté ici.

Voir la requête brute et les sources sur Wikidata.